# Herald
Herald é uma banda estoniana de metal formada em 2000 na cidade de Tallinn.

## Integrantes

### Membros atuais
- Sven Varkel – vocal
- Egert Vandel – guitarra
- Tauno Nava – guitarra
- Ott Oras – baixo
- Ranno Rajalaane – bateria

### Ex-membros
- Mart Veski – baixo
- Mart Kalvet – vocal
- Viktor Villand – baixo
- Marvin Saul – baixo

## Discografia
- 2006: Hevilihas/Heavy Metal Rules

1. Hevilihas
2. Tormiratsanikud
3. Kõrbesurm
4. Heavy Metal Rules
5. Quantum Typhoon
6. Simone In the Sands

- 2005: Heavy Metal Wakes the Beast

1. My Judgement Cometh
2. Hounds On My Trail
3. The Swarm, the Hive, the Empire
4. Battalion Berserk
5. Hell Brigade
6. Heavy Metal Wakes the Beast
7. Summon Us
8. God Found Dead In Space
9. Black Heart Blues
10. Dreamreaper

- 2003: Heavy Metal Wakes the Beast

1. My Judgement Cometh
2. The Swarm, the Hive, the Empire
3. Hell Brigade
4. Hounds On My Trail
5. Battalion Berserk
6. Heavy Metal Wakes the Beast